# All Saints Church (St Andrews)

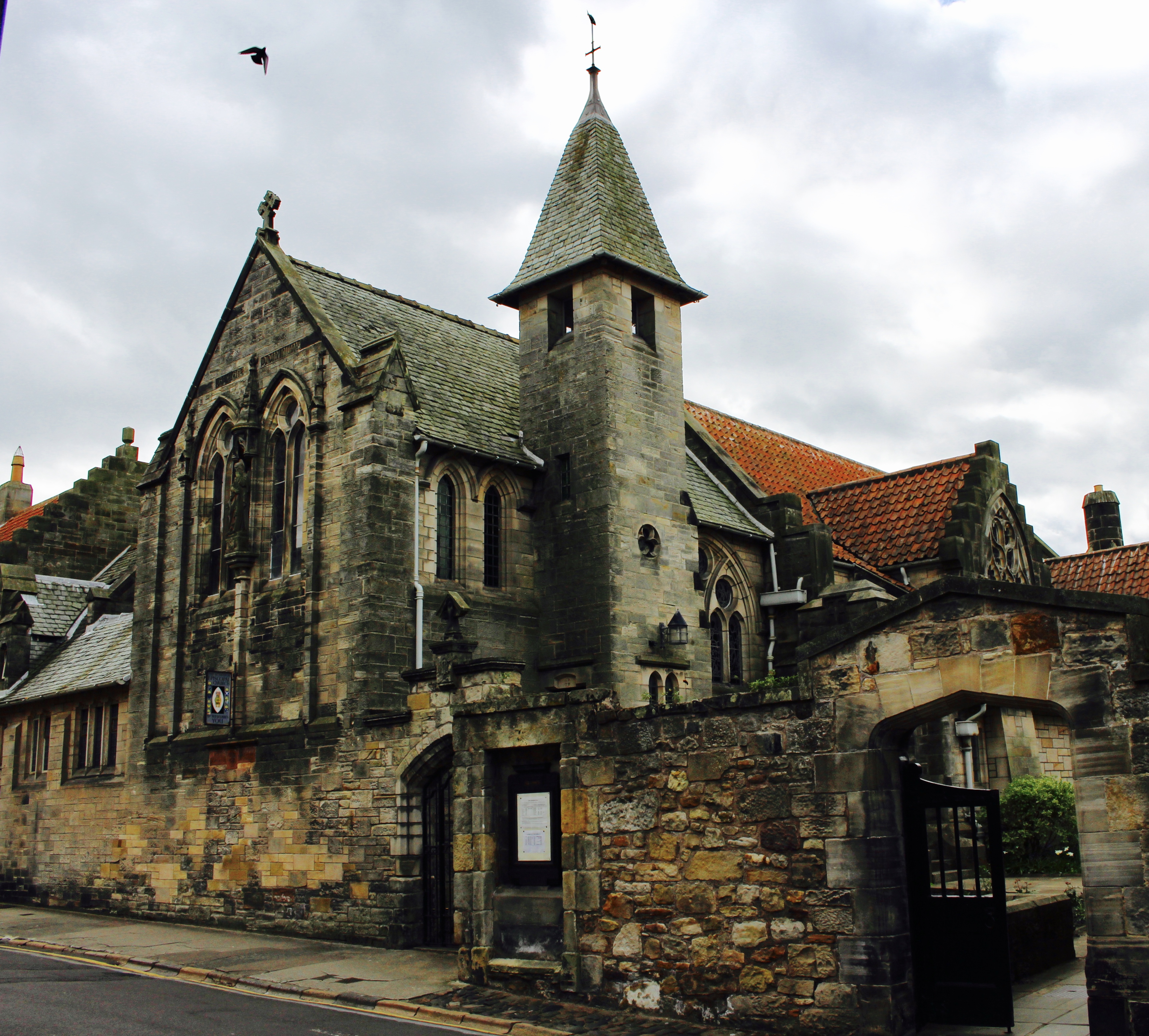
Blick auf die Kirche

Die All Saints Church ist ein Kirchengebäude der Scottish Episcopal Church in der schottischen Stadt St Andrews in der Council Area Fife. 1971 wurde das Bauwerk als Einzeldenkmal in die schottischen Denkmallisten in der höchsten Denkmalkategorie A aufgenommen.

## Geschichte
Im Jahre 1825 wurde in St Andrews an der North Street eine dem Apostel Andreas geweihte episkopale Kapelle konsekriert. Nachdem die für 220 Personen ausgelegte Kapelle sich im Jahre 1860 als zu klein für die wachsende Gemeinde erwiesen hatte, wurde sie an die Free Church of Scotland verkauft, die das Gebäude abtragen und nach Buckhaven versetzen ließ. Das bis heute genutzte Grundstück an der Queen’s Terrace wurde erworben. Der dortige Kirchenneubau wurde 1869 konsekriert. Als sich dieses Gebäude um die Jahrhundertwende abermals als zu klein erwies, entstand bis 1907 die heutige All Saints Church. Für den Entwurf zeichnet der englische Architekt John Douglas verantwortlich. Die Kirche wurde ab 1920 nach einem Entwurf Paul Waterhouse’ erweitert. Am 1. November 1923 wurde dort die erste Messe gelesen.

## Beschreibung
Die Kirche steht an der North Castle Street nahe den Ruinen von St Andrews Castle. Das Gebäude ist spätneogotisch ausgestaltet, weist jedoch auch Merkmale der Neorenaissance-Architektur auf. Im Innenraum finden sich beide Architekturstile wieder, hinzu kommt dort jedoch noch der byzantinische Stil. In den Bau aus behauenem Bruchstein sind ältere Gebäudefragmente integriert. Die Dächer sind teilweise mit Schiefer eingedeckt.